# Nyiragongo
Gora Nyiragongo je aktivni stratovulkan z nadmorsko višino 3470 m v gorovju Virunga, povezanem z Albertovim tektonskim jarkom. Je v narodnem parku Virunga v Demokratični republiki Kongo, približno 12 km severno od mesta Goma in jezera Kivu ter zahodno od meje z Ruando. Glavni krater je širok približno dva kilometra in običajno vsebuje jezero lave. Krater ima trenutno dve različni ohlajeni klopi lave v stenah kraterja – enega na približno 3175 m in nižjega na približno 2975 m.
Jezero lave Nyiragongo je bilo včasih najobsežnejše znano jezero lave v novejši zgodovini. Globina jezera lave je precej različna. Najvišja višina jezera lave je bila zabeležena na približno 3250 m pred izbruhom januarja 1977 – globina jezera je bila približno 600 m. Po izbruhu januarja 2002 je bilo jezero lave zabeleženo na približno 2600 m ali 900 m pod robom. Raven se je od takrat postopoma dvigovala. Nyiragongo in bližnji Nyamuragira sta skupaj odgovorna za 40 % zgodovinskih vulkanskih izbruhov v Afriki.

## Geologija
Vulkan se delno prekriva z dvema starejšima vulkanoma, Baruta in Shaheru, poleg tega pa je obdan s stotinami majhnih stožcev vulkanske pepela iz bočnih izbruhov.
Nyiragongov stožec je sestavljen iz piroklastičnih tokov in lave. Nyiragongove lave so ultramafične ekstruzivne kamnine z nizko vsebnostjo silicijevega dioksida, bogate z alkalijami, ki v bistvu ne vsebujejo glinencev. Segajo od z olivinom bogatih melilititov prek levcitov do nefelinitov, ki v različnih razmerjih vsebujejo predvsem minerale nefelin, levcit, melilit, kalsilit in klinopiroksen. Ta zelo nizka sestava silicijevega dioksida povzroči izbruhe z nenavadno tekočimi tokovi. Medtem ko se večina tokov lave premika precej počasi in redko predstavlja nevarnost za človeško življenje, lahko tokovi lave v Nyiragongu drvijo navzdol s hitrostjo do 100 km/h.

## Aktivna zgodovina
Ni veliko znanega o tem, kako dolgo vulkan bruha, vendar je od leta 1882 izbruhnil vsaj 34-krat, vključno s številnimi obdobji, ko je bila dejavnost neprekinjena več let, pogosto v obliki razburkanega jezera lave v kraterju. Že nekaj časa se je sumilo o obstoju jezera lave, vendar je bil znanstveno potrjen šele leta 1948. Takrat je bilo izmerjeno na skoraj 120.000 kvadratnih metrih. Kasnejše ekspedicije so pokazale, da je jezero skozi čas nihalo v velikosti, globini in temperaturi.
Dejavnost jezera lave se nadaljuje. Od leta 2020 je jezero večinoma omejeno znotraj širokega stožca pepela s strmimi stranicami (približno 18 m visoko in 180 m široko) na dnu kraterja.

### 1977 izbruh
Med letoma 1894 in 1977 je krater vseboval aktivno jezero lave. 10. januarja 1977 so stene kraterja počile in jezero lave je odteklo v manj kot eni uri. Lava je tekla po bokih vulkana s hitrostjo do 60 km/h na zgornjih pobočjih, najhitrejši tok lave, ki so ga zabeležili do danes, je preplavil vasi in ubil najmanj 50 ljudi v vaseh Kibati in Moniki, glede na takratna poročila.
V 30 minutah se je jezero lave izpraznilo in je teklo severno, južno in zahodno od vulkana. Nikjer drugje na svetu stratovulkan s tako strmimi stranmi ne vsebuje jezera tako tekoče lave. Bližina Nyiragonga gosto poseljenim območjem povečuje možnost povzročitve naravne katastrofe. Izbruh leta 1977 je dvignil zavedanje o edinstvenih nevarnostih, ki jih predstavlja Nyiragongo, in zaradi tega je bil leta 1991 označen za vulkan desetletja, vreden posebne študije.
Pred izbruhom leta 1977 je nastal nov majhen vulkanski vrelec Murara, nedaleč stran na pobočju Nyamuragire.

### Izbruhi leta 2002
Jezera lave so se v kraterju preoblikovala med izbruhi v letih 1982–1983 in 1994. Drugi večji izbruh vulkana se je začel 17. januarja 2002, po več mesecih povečane seizmične in fumarolne aktivnosti. Na južnem boku vulkana se je odprla 13 kilometrov razpoka, ki se je v nekaj urah razširila od 2800 do 1550 metrov nadmorske višine in dosegla obrobje mesta Goma, glavnega mesta province na severnem delu vulkana ob obali jezera Kivu. Lava je tekla iz treh brizgajočih stožcev na koncu razpoke in tekla v toku 200 do 1000 metrov širokega in do 2 metra globokega skozi Gomo. Med izbruhom so bila dana opozorila in 400.000 ljudi je bilo evakuiranih iz mesta čez ruandsko mejo v sosednji Gisenyi. Lava je prekrila severni konec vzletno-pristajalne steze na mednarodnem letališču Goma, tako da sta južni dve tretjini ostali uporabni in dosegla jezero Kivu. To je povzročilo strah, da bi lahko lava povzročila, da se s plinom nasičene vode globoko v jezeru nenadoma dvignejo na površje, pri čemer se sprostijo smrtonosno velike količine ogljikovega dioksida in metana – podobno kot nesreča pri jezeru Nyos v Kamerunu leta 1986. To se je zgodilo, vendar vulkanologi še naprej pozorno spremljajo območje.
Približno 245 ljudi je umrlo v izbruhu zaradi zadušitve z ogljikovim dioksidom in zrušitvijo stavb zaradi lave in potresov. Lava je prekrila 13 odstotkov Gome, približno 4,7 km², in skoraj 120.000 ljudi je ostalo brez strehe nad glavo.
Takoj po prenehanju izbruha so v okolici Gome in Gisenyija čutili veliko število potresov. Ta aktivnost roja se je nadaljevala približno tri mesece in povzročila propad več stavb.
Šest mesecev po začetku izbruha leta 2002 je vulkan Nyiragongo ponovno izbruhnil.
- Satelitski posnetek izbruha iz Nyiragonga julija 2004
- Jezero lave na gori Nyiragongo

### Nenehna grožnja
Lokalizirana toksičnost ogljikovega dioksida, lokalno znana kot mazuku, je v zadnjem času še bolj ubijala otroke. Na lokacijah, kjer plin pronica iz tal na razmeroma visokih ravneh, brez razpršilnih učinkov vetra, so lahko njegovi učinki smrtonosni. 8. marca 2016 je observatorij vulkana Goma odkril novo odprtino, ki se je odprla na severovzhodnem robu kraterja po lokalnih poročilih o ropotanju, ki prihaja iz vulkana. Nekateri se bojijo, da bi to lahko povzročilo izbruh na boku. Opazovalci leta 2020 so bili priča dvigu jezera lave in drugim znakom bližajočega se izbruha.

### Izbruh 2021
Izbruh se je začel 22. maja 2021. Lava se je približala letališču Goma in se premaknila proti mestnemu središču vzhodne Gome. Vojaški guverner province Severni Kivu je kasneje potrdil, da je bil izbruh okoli 17:00 GMT. Cesto do Benija je prekinila lava, oblasti pa so prebivalce mesta Goma pozvale k evakuaciji, zaradi česar je na tisoče ljudi zapustilo svoje domove. Po izbruhu je prišlo tudi do izpada električne energije na velikih območjih. Od 27. maja 2021 je bilo 37 ljudi pogrešanih in domnevno mrtvih, potem ko je tok lave dosegel obrobje mesta Goma. Izbruh je povzročil najmanj 32 smrtnih žrtev, večinoma zaradi prometnih nesreč med evakuacijo, ki je sledila.

## Monitoring
Vulkan neprekinjeno spremlja skupina znanstvenikov na vulkanskem observatoriju Goma (GVO), pri čemer se seizmični podatki ustvarijo vsake štiri minute, podatki o temperaturi pa vsakih deset minut. Nadaljnje financiranje GVO je vprašljivo, saj se je Svetovna banka leta 2020 odločila, da prekine svoje prispevke.